# ウッド郡 (テキサス州)
ウッド郡（英: Wood County）は、アメリカ合衆国テキサス州に位置する郡である。人口は36,752人（2000年）。郡庁所在地はクイットマンである。

## 地理
アメリカ合衆国統計局によると、この郡は総面積1,802 km2 (696 mi2) である。このうち1,684 km2 (650 mi2) が陸地で118 km2 (46 mi2) が水地域である。総面積の6.55%は水地域となっている。

### 隣接する郡
- ホプキンス郡 (北)
- フランクリン郡、キャンプ郡 (北東)
- アップシャー郡 (東)
- スミス郡 (南)
- バンザント郡 (南西)
- レインズ郡 (西)

## 人口動勢

2000年国勢調査に基づくウッド郡の人口ピラミッド

2000年国勢調査で、この郡は人口36,752人、14,583世帯、及び10,645家族が暮らしている。人口密度は22/km2 (56/mi2) である。11/km2 (28/mi2) の平均的な密度に17,939軒の住宅が建っている。この郡の人種的な構成は白人89.11%、アフリカン・アメリカン6.12%、先住民0.55%、アジア0.20%、太平洋諸島系0.02%、その他の人種2.91%、及び混血1.09%である。ここの人口の5.72%はヒスパニックまたはラテン系である。
この郡内の住民は21.80%が18歳未満の未成年、18歳以上24歳以下が7.90%、25歳以上44歳以下が22.90%、45歳以上64歳以下が26.40%、及び65歳以上が20.90%にわたっている。中央値年齢は43歳である。女性100人ごとに対して男性は97.10人である。18歳以上の女性100人ごとに対して男性は95.10人である。
この郡内の世帯ごとの平均的な収入は32,885米ドルであり、家族ごとの平均的な収入は38,219米ドルである。男性は30,558米ドルに対して女性は20,209米ドルの平均的な収入がある。この郡の一人当たりの収入 (per capita income) は17,702米ドルである。人口の14.30%及び家族の10.80%は貧困線以下である。全人口のうち18歳未満の20.50%及び65歳以上の10.30%は貧困線以下の生活を送っている。

## 都市及び町
- ホーキンズ
- ミネオラ
- クイットマン（郡庁所在地）
- Winnsboro
- Yantis